# Robert Andrich
Robert Andrich (* 22. září 1994) je německý profesionální fotbalista, který hraje na pozici středního záložníka za klub Bayer 04 Leverkusen a německý národní tým.

## Klubová kariéra
Andrich začal svou kariéru v Herthě BSC, poté přestoupil do Dynama Drážďany a SV Wehen Wiesbaden. V lednu 2018 bylo oznámeno, že se Andrich připojí na zbytek sezóny 2018/19 k 1. FC Heidenheim.
Po dvou sezónách v Unionu Berlín se Andrich přesunul do Bayeru Leverkusen, kde podepsal pětiletou smlouvu do roku 2026. Dne 13. září 2022 vstřelil svůj první gól v Lize mistrů při výhře 2:0 nad Atléticem Madrid.

## Reprezentační kariéra
V letech 2011 až 2013 hrál za německé mládežnické reprezentace.
V říjnu 2023 byl poprvé povolán do německé seniorské reprezentace na dva přátelské zápasy proti Spojeným státům a Mexiku. Později téhož roku, 21. listopadu, debutoval v reprezentaci v přátelském utkání proti Rakousku.

## Osobní život
Jeho strýc Frieder byl také fotbalista, který hrál v DDR-Oberlize.

## Statistiky

### Klubové
Platí k zápasu hranému 7. března 2024.
| Klub               | Sezóna            | Liga                 | Liga   | Liga | Národní pohár | Národní pohár | Kontinentální | Kontinentální | Ostatní | Ostatní | Celkově | Celkově |
| Klub               | Sezóna            | Soutěž               | Zápasy | Góly | Zápasy        | Góly          | Zápasy        | Góly          | Zápasy  | Góly    | Zápasy  | Góly    |
| ------------------ | ----------------- | -------------------- | ------ | ---- | ------------- | ------------- | ------------- | ------------- | ------- | ------- | ------- | ------- |
| Hertha BSC II      | 2012/13           | Regionalliga Nordost | 16     | 1    | —             | —             | —             | —             | —       | —       | 16      | 1       |
| Hertha BSC II      | 2013/14           | Regionalliga Nordost | 22     | 2    | —             | —             | —             | —             | —       | —       | 22      | 2       |
| Hertha BSC II      | 2014/15           | Regionalliga Nordost | 14     | 8    | —             | —             | —             | —             | —       | —       | 14      | 8       |
| Hertha BSC II      | Celkově           | Celkově              | 52     | 11   | —             | —             | —             | —             | —       | —       | 52      | 11      |
| Dynamo Drážďany    | 2014/15           | 3. Liga              | 13     | 0    | 1             | 0             | —             | —             | —       | —       | 14      | 0       |
| Dynamo Drážďany    | 2015/16           | 3. Liga              | 8      | 1    | —             | —             | —             | —             | 3       | 0       | 11      | 1       |
| Dynamo Drážďany    | Celkově           | Celkově              | 21     | 1    | 1             | 0             | —             | —             | 3       | 0       | 25      | 1       |
| SV Wehen Wiesbaden | 2016/17           | 3. Liga              | 31     | 3    | —             | —             | —             | —             | 4       | 0       | 35      | 3       |
| SV Wehen Wiesbaden | 2017/18           | 3. Liga              | 28     | 4    | 2             | 0             | —             | —             | 2       | 1       | 32      | 5       |
| SV Wehen Wiesbaden | Celkově           | Celkově              | 59     | 7    | 2             | 0             | —             | —             | 6       | 1       | 67      | 8       |
| 1. FC Heidenheim   | 2018/19           | 2. Bundesliga        | 25     | 4    | 2             | 0             | —             | —             | —       | —       | 27      | 4       |
| Union Berlín       | 2019/20           | Bundesliga           | 30     | 1    | 4             | 3             | —             | —             | —       | —       | 34      | 4       |
| Union Berlín       | 2020/21           | Bundesliga           | 29     | 5    | 2             | 0             | —             | —             | —       | —       | 31      | 5       |
| Union Berlín       | 2021/22           | Bundesliga           | 0      | 0    | 1             | 0             | —             | —             | —       | —       | 1       | 0       |
| Union Berlín       | Celkově           | Celkově              | 59     | 6    | 7             | 3             | —             | —             | —       | —       | 66      | 9       |
| Bayer Leverkusen   | 2021/22           | Bundesliga           | 26     | 4    | 1             | 0             | 5             | 3             | —       | —       | 32      | 7       |
| Bayer Leverkusen   | 2022/23           | Bundesliga           | 29     | 2    | 1             | 0             | 11            | 1             | —       | —       | 41      | 3       |
| Bayer Leverkusen   | 2023/24           | Bundesliga           | 18     | 1    | 4             | 1             | 7             | 0             | —       | —       | 29      | 2       |
| Bayer Leverkusen   | Celkově           | Celkově              | 73     | 7    | 6             | 1             | 23            | 4             | —       | —       | 102     | 12      |
| Celkově v kariéře  | Celkově v kariéře | Celkově v kariéře    | 289    | 36   | 18            | 4             | 23            | 4             | 9       | 1       | 339     | 45      |

### Reprezentační
Platí k zápasu hranému 21. listopadu 2023.
| Národní tým | Rok     | Zápasy | Góly |
| ----------- | ------- | ------ | ---- |
| Německo     | 2023    | 1      | 0    |
| Celkově     | Celkově | 1      | 0    |